# Dolophrosyne
Dolophrosyne là một chi bướm đêm thuộc họ Notodontidae. Chi này gồm các loài sau:
- Dolophrosyne coniades  (Druce, 1893)
- Dolophrosyne elongata  (Hering, 1925)
- Dolophrosyne mirax  Prout, 1918
- Dolophrosyne sinuosa  Miller, 2008